# Font de Sant Blai
La Font de Sant Blai és una font de Tivissa (Ribera d'Ebre) inclosa a l'Inventari del Patrimoni Arquitectònic de Catalunya.

## Descripció
Es tracta d'una font situada a peu del camí que porta a l'ermita de Sant Blai. Està construïda contra un mur de pedra lligada amb argamassa, amb unes escales de lloses en un lateral que porten a una porteta on hi ha la mina d'aigua. La font consta de tres brolladors metàl·lics, sota els quals hi ha una pica de pedra rectangular compartimentada en dos espais. A continuació de la pica hi ha una bassa quadrangular on va a parar l'aigua sobrera. Aquesta era utilitzada com a safareig, i encara conserva les lloses verticals per rentar la bugada.